# Peristedion longispatha
Espèce
Peristedion longispatha est une espèce de poissons téléostéens de la famille des Triglidés.

## Habitus
Rencontré en eaux profondes

## Distribution
Océan Atlantique Ouest et centre.

## Taille
15cm pour la forme adulte mâle.

## Synonymie caduques
- Peristedion longispathum
- Peristedium longispatha